# Samoa Tula’i
The Banner of Freedom är titeln på Samoas nationalsång.

## Sångtexten
Samoansk version:
 Samoa, tula'i ma sisi ia lau fu'a, lou pale lea!
 Samoa, tula'i ma sisi ia lau fu'a, lou pale lea!
 Vaai 'i na fetu o lo'ua agiagia ai:
 Le faailoga lea o Iesu, na maliu ai mo Samoa.
 Oi, Samoa e, uu mau lau pule ia faavavau.
 'Aua e te fefe; o le Atua lo ta fa'avae, o lota sa'olotoga.
 Samoa, tula'i: 'ua agiagia lau fu'a, lou pale lea!
Engelsk översättning:
Samoa, arise and raise your flag, your crown!
Samoa, arise and raise your flag, your crown!
Look at those stars that are waving on it:
This is the symbol of Jesus, who died on it for Samoa.
Oh, Samoa, hold fast your power forever.
Do not be afraid; God is our foundation, our freedom.
Samoa, arise: your flag is waving, your crown!